# 창원도서관
창원도서관은 경상남도 창원시 성산구 중앙동 소재의 도서관이다.

## 연혁
- 1983년 03. 02 경상남도도립도서관 설치 조례공포
- 1983년 05. 06 본관 준공
- 1983년 11. 16 개관
- 1986년 08. 11 창원기계공업고등학교 건물 관리전환 인수(별관 1동)
- 1991년 03. 26 창원도서관으로 명칭 변경
- 1998년 03. 06 문화관광부 지정 한국문화학교 운영
- 1999년 04. 01 경상남도교육청 지정 창원 평생학습관 운영
- 2000년 12. 28 멀티미디어실 개설
- 2003년 11. 14 신관 1동(4층: 2,039.84m2)신축 준공(현 해담)
- 2003년 11. 15 교육인적자원부 지정 경남지역평생교육정보센터
- 2004년 07. 10 유아자료실, 청소년자료실, 노인/장애우자료실 개설
- 2007년 01. 25 교육인적자원부 지정 경남지역평생교육정보센터
- 2008년 01. 08 경상남도교육청 지정 학교도서관 지원센터 추가
- 2010년 02. 11 경상남도교육감지정 경남지역평생교육정보센터
- 2022년 10. 28. 경상남도교육청 창원도서관 책담 개관(2층: 2,759m2)
- 2023년 10. 18. 전국도서관 운영 유공 국무총리표창 수상

## 시설현황
|      |          |          |        |              |
| 구분 | 부지면적 | 건축면적 | 연면적 | 비고(준공일) |
| 책담 | 7,689.3  | 1,517.4  | 2,759  | ‘22.8.16.    |
| 꿈담 | 8,310.4  | 1,072    | 3,577  | ‘79.12.31.   |
| 해담 | 8,310.4  | 601.7    | 2,039  | ‘03.11.14.   |
| 합계 | 15,999.7 | 3,191.1  | 8,375  |              |

## 이용 안내
이용 시간
| 책담·꿈담(함께누리) | 월~금 09:00~21:00 | 토~일 09:00~18:00 |
| 스마트누리          | 365일 24시간 운영 | 365일 24시간 운영 |

휴관일
- 정기휴관일: 두 번째 월요일, 일요일을 제외한 법정공휴일(단, 일요일이 국경일이나 그 밖의 공휴일과 겹치는 경우는 휴관)
- 임시휴관일: 특별한 사유로 관장이 지정